# Johnny Thunders

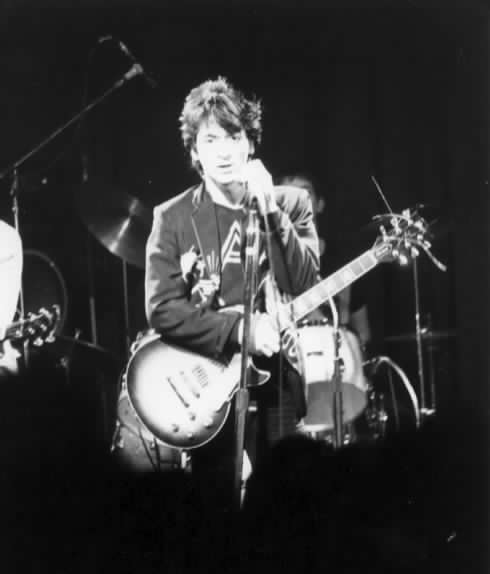
Johnny Thunders (1980)

John Anthony Genzale, Jr (n. 15 iulie 1952, New York City, New York, SUA – d. 23 aprilie 1991, Orleans Parish⁠(d), Louisiana, SUA) cunoscut sub numele de scenă Johnny Thunders, a fost un cântăreț și chitarist american de rock and roll și punk rock. S-a remarcat din 1970 până în 1975 făcând parte din trupa New York Dolls, ca chitarist.  Mai târziu a cântat alaturi de The Heartbreakers, după care, în 1978, s-a decis să-și înceapă o carieră solo. 

## Începutul carierei muzicale
John Anthony Genzale s-a născut în Queens, New York. Primul spectacol muzical a avut loc în iarna anului 1967 alături de trupa The Reign. La scurt timp după aceasta, a cântat cu Johnny and the Jeaswalkers sub numele de scenă Johnny Volume. 
În 1968, a început să meargă la fântâna Fillmore Eastand Bethesda în Central Park în weekend-uri. Sora lui mai mare, Mariann, îi aranja părul în stilul lui Keith Richards. Spre sfârșitul anului 1969 s-a angajat ca vânzător la magazinul de haine din piele D'Naz de pe strada Bleecker în West Village și a încercat să înființeze o trupă. El și prietenă lui, Janis Cafasso, au mers la un concert Rolling Stones din Madison Square Garden în noiembrie 1969,  unde au apărut în filmul lui Maysles, Gimme Shelter, numit astfel după o melodie a trupei.

## Discografie (selectivă)
- 1977 L.A.M.F. (cu Heartbreakers)
- 1978 So Alone
- 1979 Live at Max's Kansas City
- 1982 Live at the Speakeasy
- 1983 New Too Much Junkie Business
- 1983 In Cold Blood
- 1984 Hurt Me
- 1984 Live at the Lyceum Ballroom 1984
- 1985 Que Sera, Sera
- 1987 Stations of the Cross
- 1988 Copycats (cu Patti Palladin)
- 1990 Gang War
- 1991 What Goes Around
- 1994 Live at Mothers
- 2000 Belfast Nights

## Literatură
- Antonia, Nina: The New York Dolls: Too Much, Too Soon Omnibus, 2003.
- Antonia, Nina: Johnny Thunders. In Cold Blood Jungle Books, 1987, Cherry Red Books, 2000.